# Società Sportiva Fiammamonza 1996-1997
Questa voce raccoglie le informazioni riguardanti la Società Sportiva Fiammamonza nelle competizioni ufficiali della stagione 1996-1997.

## Rosa
Rosa aggiornata all'inizio della stagione.
| N. |                   | Ruolo | Calciatrice       |
| -- | ----------------- | ----- | ----------------- |
|    | Italia (bandiera) | D     | Luana Amenta      |
|    | Italia (bandiera) | C     | Paola Balconi     |
|    | Italia (bandiera) | P     | Rossana Cassani   |
|    | Italia (bandiera) | P     | Sara Cattaneo     |
|    | Italia (bandiera) | D     | Simona Consonni   |
|    | Italia (bandiera) | C     | Stefania Cordone  |
|    | Italia (bandiera) | C     | Eva Gaini         |
|    | Italia (bandiera) | A     | Erika Ghisalberti |
|    | Italia (bandiera) | D     | Katia Mattarel    |

| N. |                      | Ruolo | Calciatrice      |
| -- | -------------------- | ----- | ---------------- |
|    | Italia (bandiera)    | D     | Cristina Negrini |
|    | Italia (bandiera)    | A     | Lorena Nembrini  |
|    | Rep. Ceca (bandiera) | C     | Jana Nováková    |
|    | Italia (bandiera)    | C     | Liliana Paggi    |
|    | Italia (bandiera)    | D     | Roberta Russo    |
|    | Italia (bandiera)    | D     | Rosella Sironi   |
|    | Italia (bandiera)    | D     | Stefania Zerboni |
|    | Italia (bandiera)    | C     | Paola Zonca      |